# Quận Arlington, Virginia
Quận Arlington là một quận ở tiểu bang Virginia, Hoa Kỳ. Quận lỵ đóng ở thành phố cùng tên. Dân số năm 2009 là 209.300 người.
Quận Arlington được bao quanh bởi quận Fairfax ở phía bắc, phía tây và phía nam. 
Quận này nằm trực tiếp qua sông Potomac về phía tây nam của Washington, DC. Trước đây một phần của đặc khu Columbia. Nó được gọi là quận Alexandria từ khi tách riêng cho đến ngày 16 tháng 3 năm 1920, khi một đạo luật Đại hội đồng đổi tên thành quận Arlington.